# 达格斯海
达格斯海（Dagshai），是印度喜马偕尔邦Solan县的一个城镇。总人口2751（2001年）。

## 人口
该地2001年总人口2751人，其中男性1715人，女性1036人；0—6岁人口300人，其中男155人，女145人；识字率82.33%，其中男性为87.81%，女性为73.26%。